# Plouguernével
Plouguernével [pluɡɛʁnevɛl] est une commune du département des Côtes-d'Armor, dans la région Bretagne, en France. Elle est située en haute Cornouaille.

## Géographie

### Localisation
La commune fait partie du territoire breton traditionnel du pays Fañch caractérisé par la danse traditionnelle Plinn. Le bourg de Plouguernével se trouve à vol d'oiseau à 5 km à l'est de la ville de Rostrenen et à 47 km au sud-ouest de Saint-Brieuc.

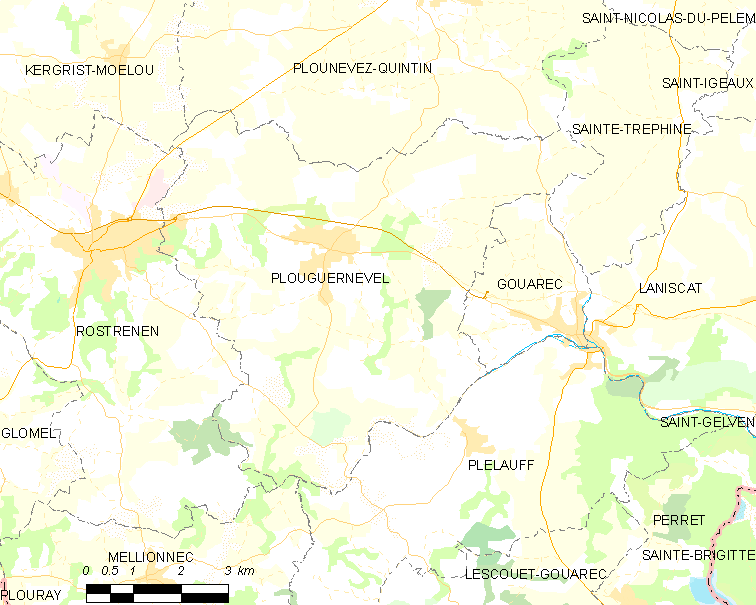
Carte de Plouguernével et des communes avoisinantes.

| Kergrist-Moëlou | Plounévez-Quintin | Sainte-Tréphine |
| Rostrenen       | Plouguernével     | Gouarec         |
|                 | Mellionnec        | Plélauff        |

### Géographie physique
Plouguernével est en bonne partie à une altitude assez élevée, de nombreux points disséminés dans les deux-tiers nord du finage communal étant aux alentours de 210 mètres d'altitude (le bourg, mais aussi plusieurs autres endroits dont la Lande de Lanzel, à l'est du territoire communal, qui accueille pour cette raison un parc éolien constitué de 5 éoliennes) ; toutefois le point le plus haut est une colline atteignant 235 mètres, située dans la partie ouest de la commune, au lieu-dit Kerauffret ; deux autres collines atteignent 227 mètres, l'une proche du bourg (à l'endroit où se trouve le château d'eau), l'autre située à environ 2 km au sud-sud-est du bourg, entre les hameaux de Kerguillou et Rosnen Salomon.
| - Carte topographique de la commune de Plouguernével. |

Les altitudes s'abaissent dans la partie sud du finage, notamment dans la vallée du Doré, n'étant plus que de 138 mètres dans l'angle sud-est de la commune, à la limite avec Gouarec. Le Doré, affluent de rive droite du Blavet forme  la limite sud-est de la commune (avec Plélauff), mais son cours a partiellemt disparu, intégré dans le canal de Nantes à Brest, aujourd'hui déclassé, qui emprunté son lit. Le Petit Doré, affluent de rive gauche du Doré, après avoir traversé la commune et drainé avec ses propres affluents une bonne partie du territoire communal, rejoint le canal de Nantes à Brest au niveau du Pont de Pkélauff. Un affluent du Petit Doré, le Ruisseau de Kerscoadec, forme sur une petite partie de son cours la limite nord de la commune avec Plounévez-Quintin.
Le bourg de Plouguernével est à la limite des affleurements de schistes ardoisiers qui existent depuis Châteaulin et encore visibles au nord du bourg et de schistes plus noirs, chargés de biotite et chiastolite, au sud et à l'est du bourg.

### Hydrographie
Pour un article plus général, voir Réseau hydrographique des Côtes-d'Armor.
La commune est située dans le bassin Loire-Bretagne. Elle est drainée par le Blavet, le canal de Nantes à Brest, le Petit Doré, le ruisseau de Kerscoadec, le Doré et le Kermanac'h,,.
Le Blavet, d'une longueur de 149 km, prend sa source dans la commune de Bourbriac et se jette  dans le canal de Nantes à Brest en limite de Plélauff et de Gouarec, après avoir traversé 31 communes.  Les caractéristiques hydrologiques du Blavet sont données par la station hydrologique située sur la commune de Plélauff. Le débit moyen mensuel est de 8,55 m3/s. Le débit moyen journalier maximum est de 105 m3/s, atteint lors de la crue du 7 février 2014. Le débit instantané maximal est quant à lui de 125 m3/s, atteint le même jour.

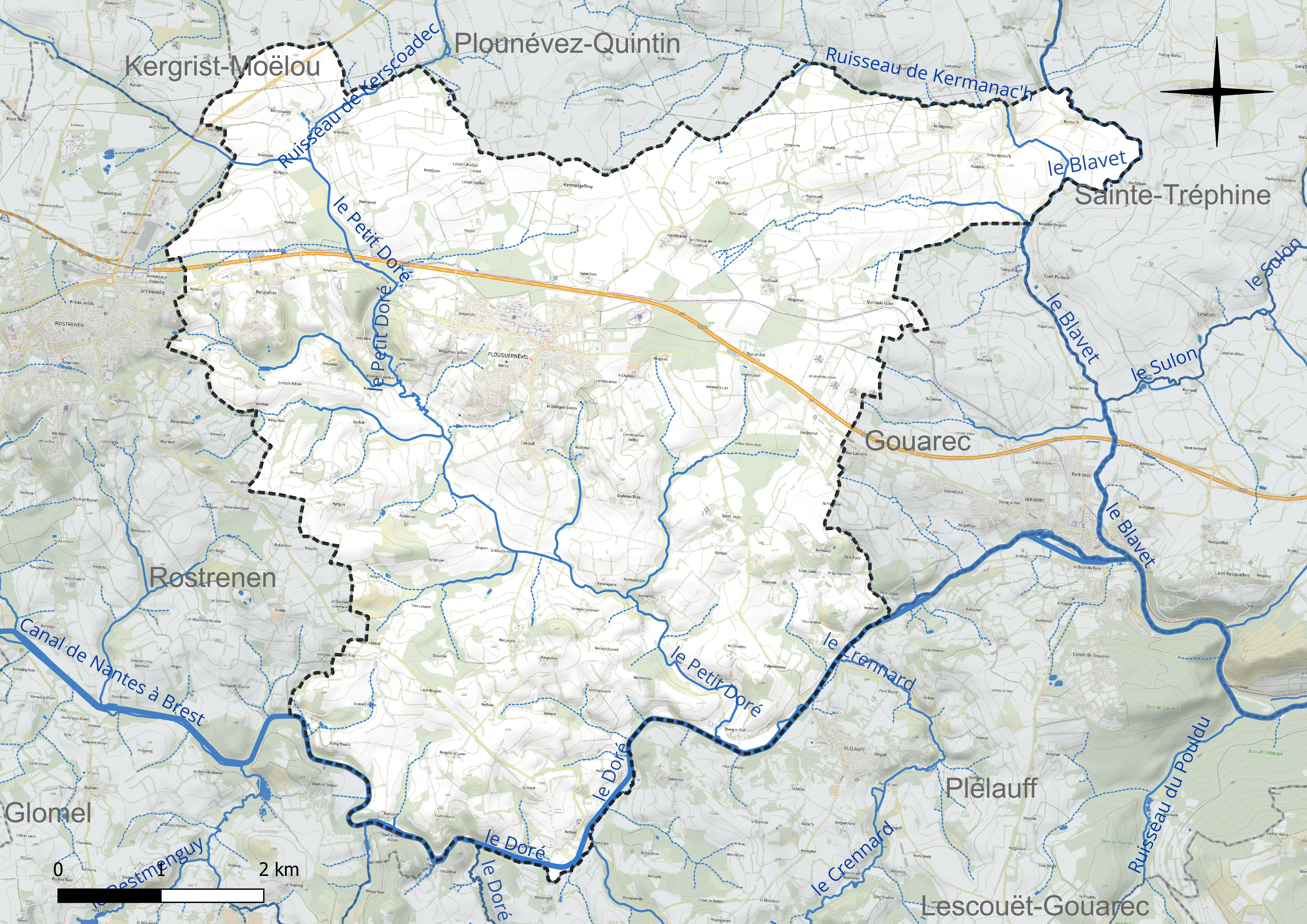
Réseau hydrographique de Plouguernével.

Le canal de Nantes à Brest est un canal, chenal et un estuaire et un cours d'eau naturel navigable, d'une longueur de 396 km. Il prend sa source dans la commune de Nort-sur-Erdre et se jette  dans la Loire à Nantes, après avoir traversé 82 communes. 
Le Petit Doré, d'une longueur de 17 km, prend sa source dans la commune de Kergrist-Moëlou et se jette  dans le canal de Nantes à Brest sur la commune. 
Le Kerscoadec, d'une longueur de 11 km, prend sa source dans la commune de Kergrist-Moëlou et se jette  dans le Petit Doré sur la commune. 

### Climat
Pour des articles plus généraux, voir Climat de la Bretagne et Climat des Côtes-d'Armor.
En 2010, le climat de la commune est de type climat océanique franc, selon une étude du CNRS s'appuyant sur une série de données couvrant la période 1971-2000. En 2020, Météo-France publie une typologie des climats de la France métropolitaine dans laquelle la commune est exposée à un climat océanique et est dans la région climatique Finistère nord, caractérisée par une pluviométrie élevée, des températures douces en hiver (6 °C), fraîches en été et des vents forts. Parallèlement l'observatoire de l'environnement en Bretagne publie en 2020 un zonage climatique de la région Bretagne, s'appuyant sur des données de Météo-France de 2009. La commune est, selon ce zonage, dans la zone « Monts d'Arrée », avec des hivers froids, peu de chaleurs et de fortes pluies.  
Pour la période 1971-2000, la température annuelle moyenne est de 10,8 °C, avec  une amplitude thermique annuelle de 12,1 °C. Le cumul annuel moyen de précipitations est de 1 080 mm, avec 16,1 jours de précipitations en janvier et 8 jours en juillet. Pour la période 1991-2020, la température moyenne annuelle observée sur la station météorologique la plus proche, située sur la commune de Rostrenen à 4 km à vol d'oiseau, est de 11,1 °C et le cumul annuel moyen de précipitations est de 1 146,6 mm,. Pour l'avenir, les paramètres climatiques de la commune estimés pour 2050 selon différents scénarios d’émission de gaz à effet de serre sont consultables sur un site dédié publié par Météo-France en novembre 2022.

### Transports
La commune a été desservie par le passé par la ligne ferroviaire de Carhaix à Loudéac à voie métrique du Réseau breton, ouverte en partie en 1898 (mais la section entre Rostrenen et Loudéac ne fut mise en exploitation que le 17 août 1902) et fermée en 1967.

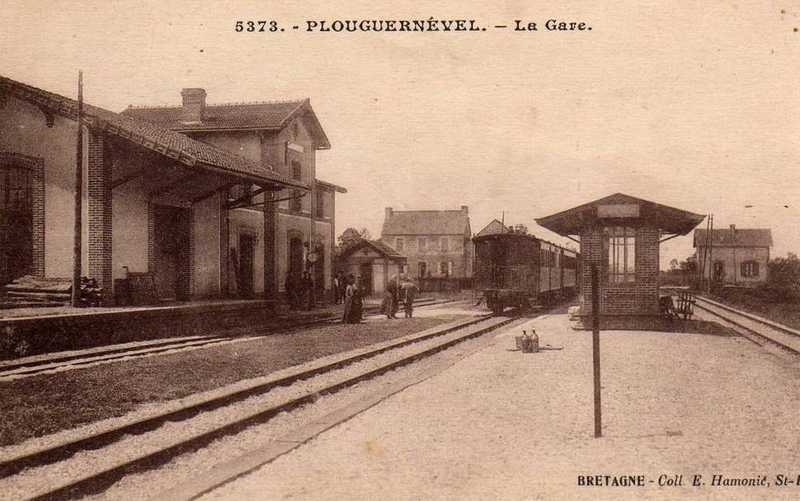
La gare en 1910.
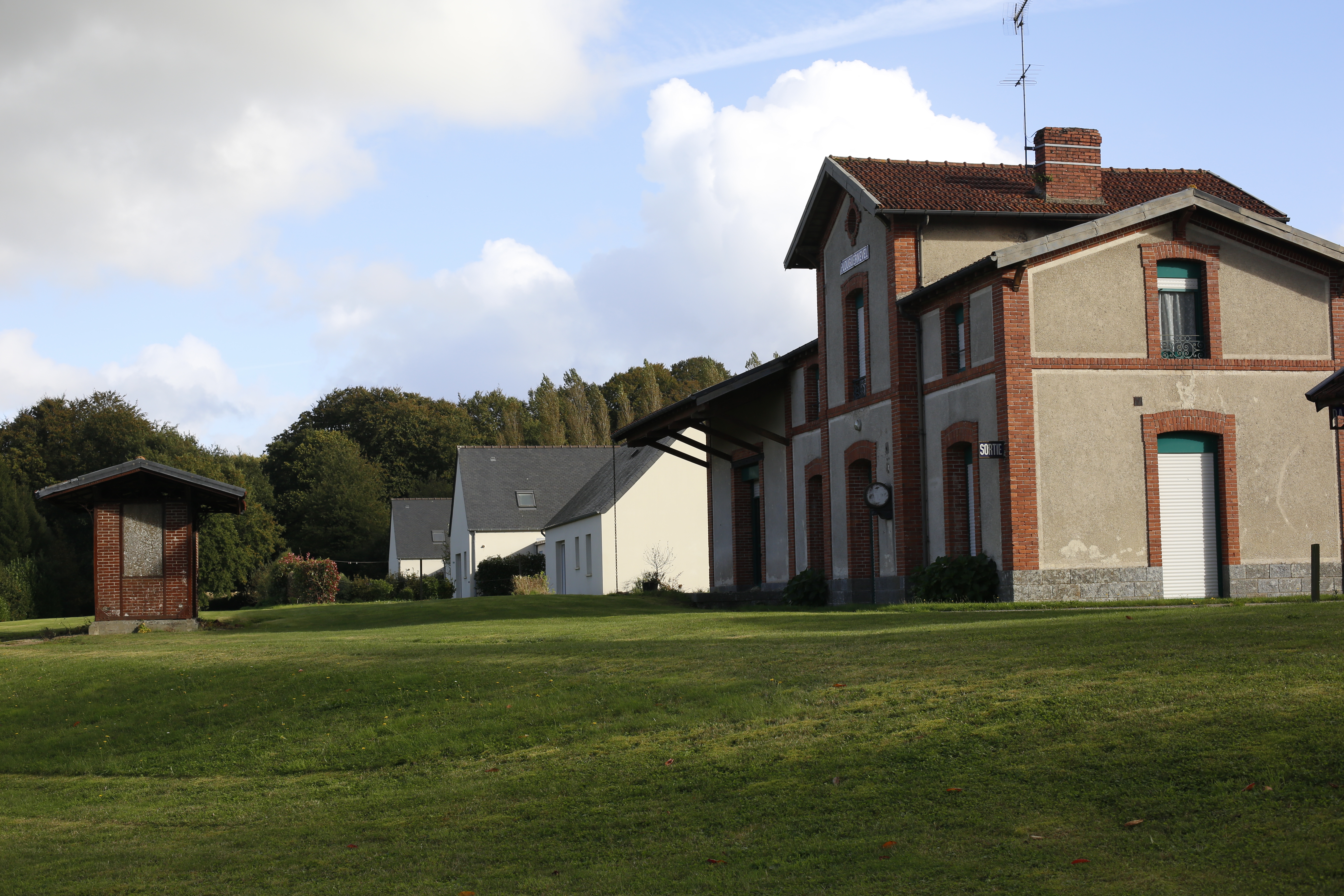
La gare en 2013, transformée en logements.

La commune est traversée par la RN164, aménage en voie express, qui contourne le bourg de Plouguernével par le nord ; Plouguernével va être desservi par l'échangeur d'Ar Faouedig, situé dans la partie ouest de la commune, à proximité de Rostrenen.
L'ancienne route nationale 164bis traversait le bourg de Plouguernével ; elle est aujourd'hui déclassée et est devenue la RD 2164, allant vers l'ouest vers Rostrenen et vers l'est vers Gouarec ; elle croise dans le bourg la RD 49, qui se dirige côté nord-est vers Sainte-Tréphine.

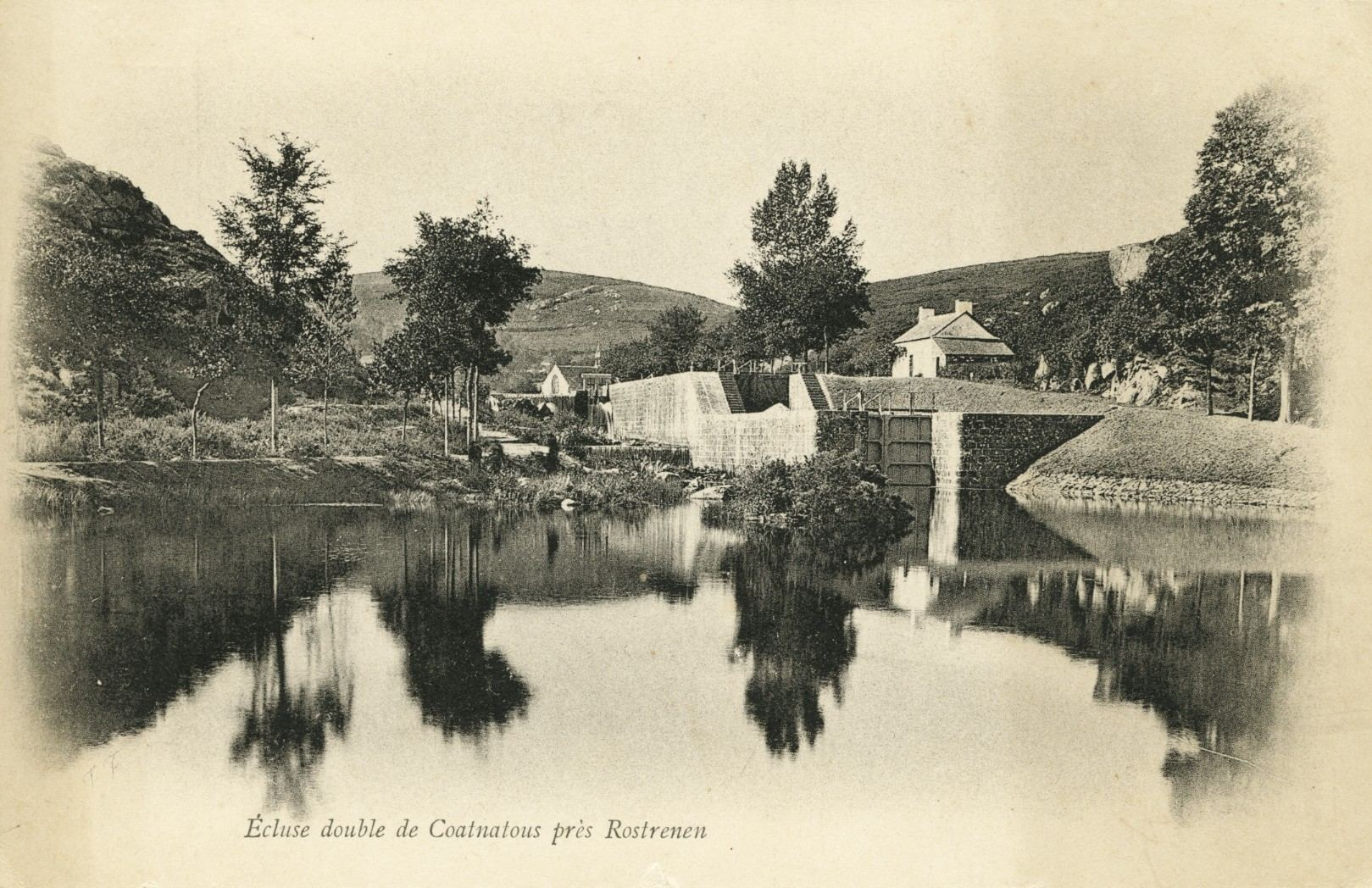
L'écluse double de Coat Natous sur le canal de Nantes à Brest (carte postale, vers 1900).

Le canal de Nantes à Brest, désormais fermé à la navigation, longe la limite sud de la commune, formant une frontière naturelle sur près de 9 km ; huit écluses, avec leurs maisons éclusières, ont été aménagées (de l'ouest vers l'est les écluses de Restouel, Coat Natous ouest et est, Pont Even, Kerbellec, Plélauff et Kerlouët). Des travaux de réhabilitation pouvant peut-être permettre à terme une réouverture de la navigation depuis le lac de Guerlédan jusqu'à la double écluse de Coat Natous ont été entrepris en 2017, afin de permettre l'accès à l'étang de la Pitié, à la limite communale avec Mellionnec.
Deux intinéraires touristiques traversent Plouguernével : la voie verte (qui emprunte le tracé de l'ancienne voie ferrée du Réseau breton) entre Rostrenen et Gouarec, et le GR 37 (leurs tracés se cononfondent à l'est du bourg en direction de Gouarec).

### Paysages et habitat
Le paysage agraire traditionnel est le bocage avec un habitat dispersé en écarts formés de hameaux ("villages") et fermes isolées.
En raison de la proximité de Rostrenen et des emplois offerts par le Centre hospitalier, le bourg a vu plusieurs lotissements se développer dans ses alentours, ce qui a entraîné une rurbanisation (par exemple à Kergornou Izellan, Kerny, Locoal), perceptible aussi dans le hameau de Kerauffret, plus à l'ouest, mais très proche de Rostrenen. Le reste de la commune a davantage conservé son caractère rural.
De nombreux bois parsèment la commune, disséminés un peu partout, mais sans former de massif forestier continu ; ils sont situés pour certains sur des hauteurs et leurs flancs comme au nord du hameau de Kervélen (colline à la cote d'altitude de 224 mètres) ; d'autres, à la limite sud de la commune, sont situés sur les versants de vallées de cours d'eau parfpis disparus lors de l'aménagement du canal de Nantes à Brest ; d'autres se trouvent aux alentours du Centre hospitalier, à l'est du bourg ou encore dans les environs du château de Coathual.

## Urbanisme

### Typologie
Au 1er janvier 2024, Plouguernével est catégorisée commune rurale à habitat dispersé, selon la nouvelle grille communale de densité à 7 niveaux définie par l'Insee en 2022.
Elle est située hors unité urbaine. Par ailleurs la commune fait partie de l'aire d'attraction de Rostrenen, dont elle est une commune de la couronne,. Cette aire, qui regroupe 10 communes, est catégorisée dans les aires de moins de 50 000 habitants,.

### Occupation des sols

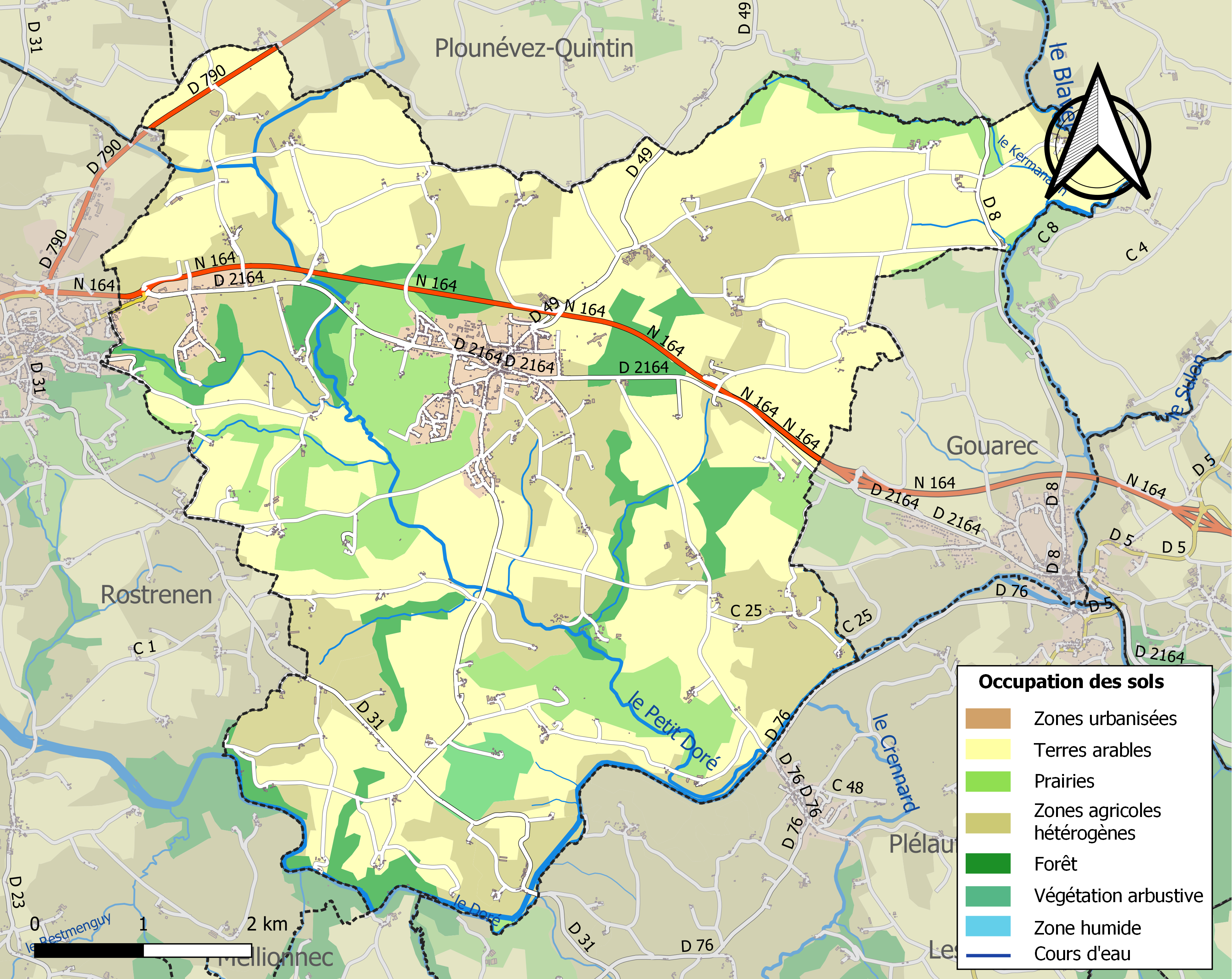
Carte des infrastructures et de l'occupation des sols de la commune en 2018 (CLC).

Le tableau ci-dessous présente l'occupation des sols de la commune en 2018, telle qu'elle ressort de la base de données européenne d’occupation biophysique des sols Corine Land Cover (CLC).
| Type d’occupation                                                                   | Pourcentage | Superficie (en hectares) |
| ----------------------------------------------------------------------------------- | ----------- | ------------------------ |
| Tissu urbain discontinu                                                             | 4,0 %       | 168                      |
| Terres arables hors périmètres d'irrigation                                         | 48,4 %      | 2020                     |
| Prairies et autres surfaces toujours en herbe                                       | 11,5 %      | 482                      |
| Systèmes culturaux et parcellaires complexes                                        | 23,0 %      | 959                      |
| Surfaces essentiellement agricoles interrompues par des espaces naturels importants | 4,0 %       | 166                      |
| Forêts de feuillus                                                                  | 6,8 %       | 282                      |
| Forêts mélangées                                                                    | 1,2 %       | 51                       |
| Landes et broussailles                                                              | 1,1 %       | 47                       |
| Source : Corine Land Cover                                                          |             |                          |

L'oocupation des sols montre la prédominances des terres arables (48,4%) sur les zones agricoles hétérogènes (27,0 %), les prairies (11,5 %), les forêts (8,0 %), les zones urbanisées (4,0 %) et la végétation arbustive et/ou herbacée (1,1%).

## Toponymie
Le nom de Plouguernével vient du mot breton ploe qui veut dire paroisse, de kêr qui veut dire village et de nevez qui veut dire nouveau, ou plus douteusement de plou, de ker et newel (noyal) utilisé pour indiquer une terre nouvellement défrichée, ou de plou, de ker et d'une corruption linguistique ou plutôt d'une forme archaïque du prénom Neñvel (Numel<>Nemel<>Nevel) qui signifie céleste ou plus vraisemblablement de ploue et de l'anthroponyme Kernével ou encore de ploue et Kernev-uhel qui veut dire paroisse de Haute-Cornouaille.
Précédemment, la paroisse était nommée Ploekerneguell, 1246 ; Ploe Kernevel, 1267, 1268 ; par. de Ploekernevel, 1279 ; Ploeguernevel, 1285 ; Ploekerneguel, vers 1330 ; Ploekaergnevell, 1368 ; Plouguernevel, 1370 ; Ploguernevel, 1387 ; Ploekervenel, 1395, 1448, 1535-1536 ; Pluguernevel, 1536 ; Plouguernevez, 1679 ; en breton : Pludjerneu.
Le nom du hameau de Locoal proviendrait du breton lok qui signifie « ermitage » et de saint Goal, Gudwal (en), Gwal, Gurval, Gutual ou encore Gault, un ermite breton qui aurait vécu une partie de sa vie dans la lagune d'Etel (donnant son nom à Locoal-Mendon), puis dans la forêt de Camors (où il existe dans la commune de Camors un hameau dénommé Locoal-Camors) où il serait décédé.

## Histoire

### Préhistoire et Antiquité

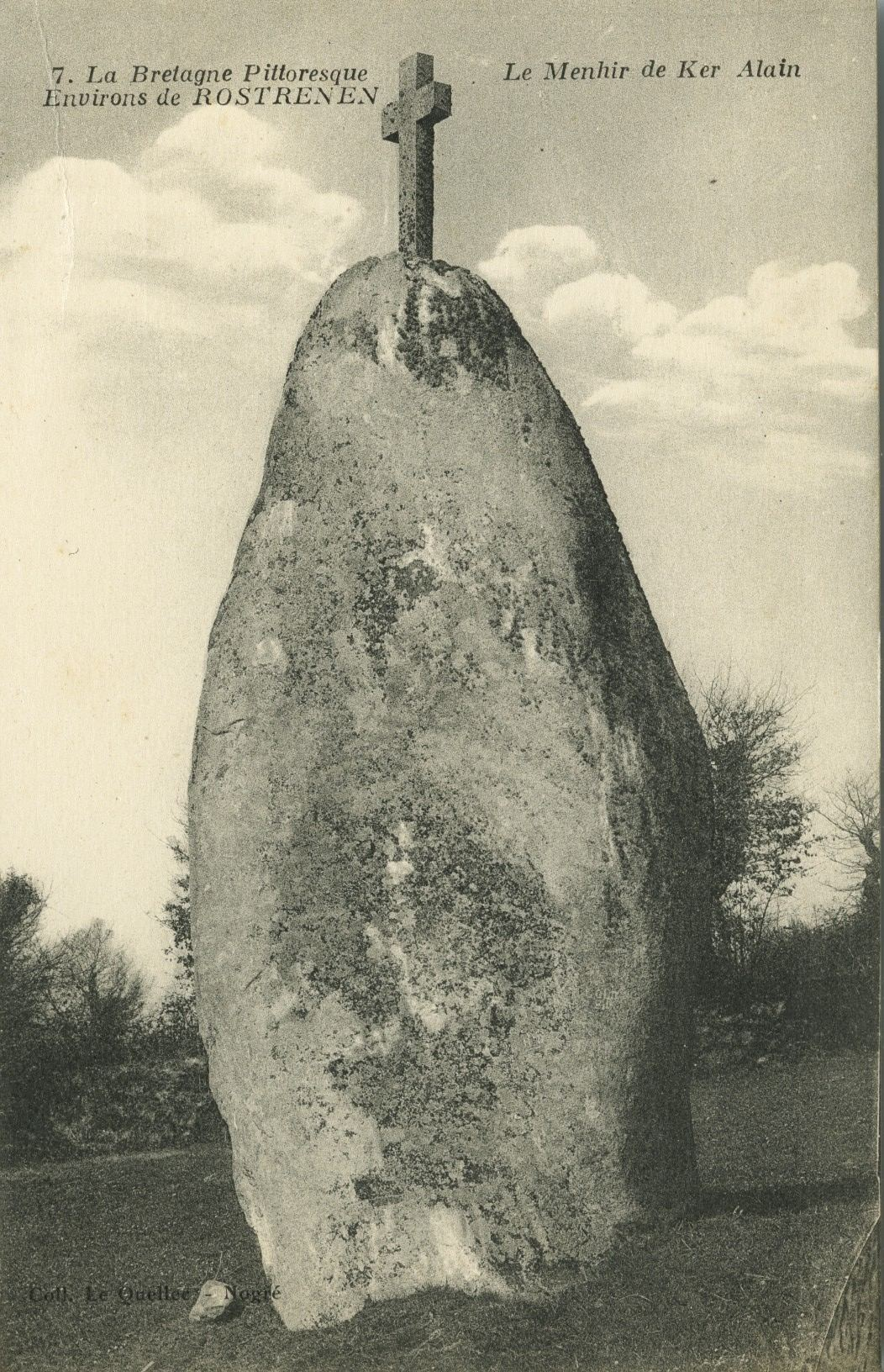
Le menhir christianisé de Keralain (Ker Alain).

Des menhirs existaient en 1862 dans les villages de Kervingant, Keraufret et Karalain.
Entre les deux villages de Bodeleo se trouve un vaste camp romain et des traces d'établissements romains subsistent près des villages de Keraufret, Kervelou, Keruel, Kerivelas et Faoédic.
Le pont en granite à deux arches de Pont Croix, sur le Doré, est sur le tracé de l'ancienne voie romaine allant de Condate (Rennes) à Vorgium (Carhaix) ; des encoches encore visibles sur les piliers témoignent de l'existence d'anciennes infrastructures en bois datant de l'époque où un étang existait juste côté amont du pont. La stèle de Kerléau, près du hameau de Kerbot, se trouvait avant d'être déplacée un peu plus au nord, au bord de cette même voie romaine (elle est désormais appelée Kroas Erbot car elle sert de fût à une croix en schiste).

### Moyen-Âge
Des ruines d'une forteresse médiévale se trouvent près du château moderne de Coethual.
En 1246 Hervé de Landeleau, évêque de Quimper, unit au chapitre de la cathédrale l'église de Plouguernével.
En 1370, Henri de Coitual est compagnon d'armes de Bertrand du Guesclin. En 1400 Quetmeur appartient à Hervé de Quetmeur ; Kerneul à Alain de Kerneul ; Trevelept et Kerlan à N.. ; la haute, moyenne et basse justice de Rest-Rouaud à M. de Kervier.
Selon un aveu de 1471 la châtellenie de Gouarec, un des trois membres de la vicomté de Rohan, « s'étendait sur treize paroisses ou trèves : Plouray, Mellionec, Plouguernével, Saint-Gilles, Gouarec, Plélauf, Lescouët, Penret ou Perret, Sainte-Brigitte, Silfiac, Cléguérec (partie nord), Saint-Aignan, Saint-Caradec, Trégomel. La résidence seigneuriale, dans cette châtellenie, était le château de Penret, aussi appelé le château des Salles, en Sainte-Brigitte ».

### Temps modernes
La paroisse de Plouguernével avait trois trèves : Bonen, Locmaria et Saint-Gilles (devenue l'église paroissiale de Gouarec).
Le chanoine Augustin-Marie Chatton fait dans son ouvrage publié en 1896 un constat sévère de Plouguernével et ses habitants au XVIIe siècle :

« La paroisse de Plouguernével occupait un vaste territoire mais les âmes y étaient aussi incultes que la terre. L’ignorance y avait engendré la corruption des mœurs et l’on aurait pu appliquer à ses habitants la note sévère que le père Maunoir infligeait à certaines paroisses de la Cornouaille, desquelles il disait : Pecudum more vivebant ("ils vivaient comme des animaux"), on eût dit un désert où campaient quelques sauvages !. »

Selon le chanoine Le Sage, Plouguernével « était un vrai désert, alors inaccessible, au milieu des landes et des bruyères. Ce n'était point un bourg, mais un simple hameau formé de quelques chaumières. Il avait cependant une église paroissiale. Tel fut le lieu que l'on choisit pour y former une école, afin de faciliter les premières études aux enfants peu fortunés qui se destinaient à la cléricature ».
Le 9 janvier 1669 , le curé de Plouguernével, Maurice Picot de Coëthual vendit ses biens pour commencer la construction du petit séminaire, dans le but d’instruire les jeunes gens. En 1675 le prédicateur Julien Maunoir prêcha une mission à Plouguernével ; la même année les paroissiens de Plouguernével, en cette période d'agitation extrême des paysans en Basse Bretagne connue sous le nom de Révolte des Bonnets Rouges , crurent que les cinq prêtres missionnaires envoyés par l'évêque de Cornouaille pour diriger le séminaire « exigeraient de nouveaux droits sur les baptêmes, les mariages et les enterrements et, choqués de cette prétendue gabelle, ils se rendirent en armes à l'église, pour en chasser les missionnaires et s'opposer à la mission » ; le grand tumulte dans l'église ne cessa que lorsque le curé Picot, après avoir réussi difficilement à faire silence, promit qu'on ne demanderait aux paroissiens aucun droit nouveau, ce à quoi les cinq missionnaires durent aussi s'engager par écrit devant notaire ; les paroissiens les plus excités renoncèrent alors à piller le séminaire, ce qu'ils avaient projeté.
Les pensionnaires du séminaire payaient 150 livres et les externes étaient placés dans les fermes des environs et ne paient que la demi-pension. Ce séminaire devint la pépinière du clergé de l'évêché de Cornouaille et instruisit plusieurs générations de jeunes gens dans l'espoir, pas toujours suivi, d'en former des prêtres. En plus des candidats au sacerdoce le séminaire accueille des laïcs qui deviendront par la suite des cadres de la région.
Le 21 février 1713, L’église paroissiale s’écroula, faisant une victime ; la nouvelle église Saint-Pierre fut bénie en 1717 par Mgr François-Hyacinthe de Plœuc, alors évêque de Cornouaille.

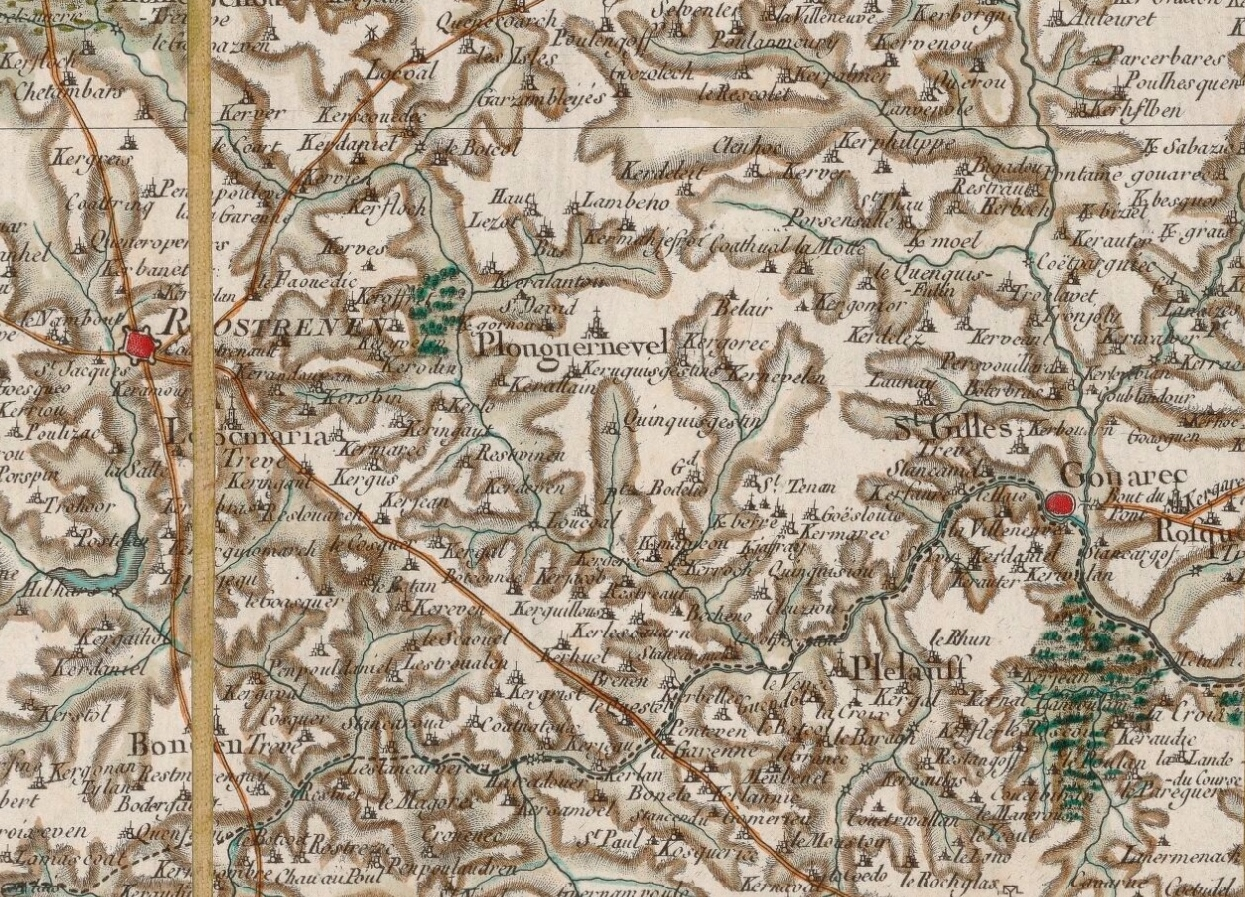
Carte de Cassini de la paroisse de Plouguernével et de ses trèves : Bonen, Locmaria, Saint-Gilles (Gouarec) datant de 1787.

Jean-Baptiste Ogée décrit ainsi Plouguernével en 1778 :

« Plouguernével ; sur une montagne (sic) ; à 16 lieues à l'est-Nord-est de Quimper, son évêché ; à 25 lieues de Rennes ; et à 3 lieues de Callac, sa subdélégation. Cette paroisse ressortit à Hennebon et compte 3 800 communiants, y compris ceux de Bonen, Locmaria, Gouarec ou Saint-Gilles, ses trèves ; la cure est à l'ordinaire. (...) La terre de Coitual [Coethual] appartient à M. De Coitual : la maison est très belle ; elle est bâtie près de l'ancien château, et l'on y voit encore des douves et des vestiges d'une ancienne forteresse. (...) La seigneurie de Coitual a droit de haute, moyenne et basse justice, mais elle ne s'exerce plus. Le 9 janvier 1669 les seigneurs de Coitual fondèrent un séminaire, ou communauté de prêtres, dans ce bourg, pour l'éducation de la jeunesse ; on y fait une école gratuite et des retraites ecclésiastiques et laïques. La communauté est composée de cinq prêtres, qui sont recteurs de la paroisse, qui est considérable, puisqu'on y célèbre quatre grand-messes par dimanche. (...) ce territoire offre à la vue des terres bien cultivées, des prairies, des bois, des landes, des ruisseaux, des montagnes et des vallons. »

Mgr Conen de Saint-Luc, évêque de Cornouaille, qui visita entre 1779 et 1787 des paroisses de Haute Cornouaille indique l'existence dans le petit séminaire de Plouguernével d'une "petite école" tenue par de jeunes prêtres dispensant une instruction élémentaire de base à des garçons, dans le but de permettre aux plus doués d'intégrer le petit séminaire afin de devenir prêtres.

### Révolution française
Dans le cahier de doléances qu'ils rédigèrent, les paroissiens de Plouguernével se plaignent notamment que lors des procès avec un seigneur, le plaignant est certain d'étre débouté en raison de la partialité du juge.
Une enquête de 1790-1792 rapporte qu'à Plouguernével le collège a certes « fourni des élèves qui se sont distingués dans les collèges supérieurs, que les principes de la langue latine s'y enseignoient dans toute leur pureté, mais que la langue française y était pour ainsi dire inconnue, et il n'était pas rare d'en voir sortir des élèves qui ne savoient pour ainsi dire que le langage galo-celtique [le breton] ».
Les prêtres dirigeant le petit séminaire  (« dans le fond d'une campagne, trois maîtres avec un supérieur et environ 300 élèves » dit un rapport du 11 floréal an IX) « furent chassés de leur maison de la façon la plus barbare (...) ; le supérieur, M. Le Coq, est mort en Espagne où il avait émigré avec trois de ses confrères, MM. Pennec, Louédec et Touller ; le quatrième, M. Le Rigoleur, s"était enfui à Jersey. À son retor de l'exil, il devint curé de Rostrenen, où il est mort en 1810 ».
Le « prêtre du diable » (le curé constitutionnel) fut traîné dans la boue pendant que le curé réfractaire confessait tranquillement dans l'église paroissiale.
Le petit séminaire fut vendu comme bien national le 24 prairial an II (11 juin 1794) et acheté après enchères par Jean-Marie Donniou, de PPlouguernével, aubergiste à Plouguernével, ancien percepteur de Rostrenen. Le 28 décembre 1800 Jean-Marie Donniou, ainsi que Bienfait, percepteur en exercice et J. M. Boulain, lui aussi ancien percepteur de Rostrenen, qui cheminaient ensemble en direction de Guingamp où ils avaient été convoqués par le sous-préfet pour l'apurement de leurs comptes, furent « homicidés » (fusillés et enterrés sur place) sur la route de Guingamp près le bourg de Saint-Nicodème sur la commune de Duault par des chouans (une bande de 15 hommes commandés par "Sans souci", lieutenant de De Bar).

### LeXIXesiècle

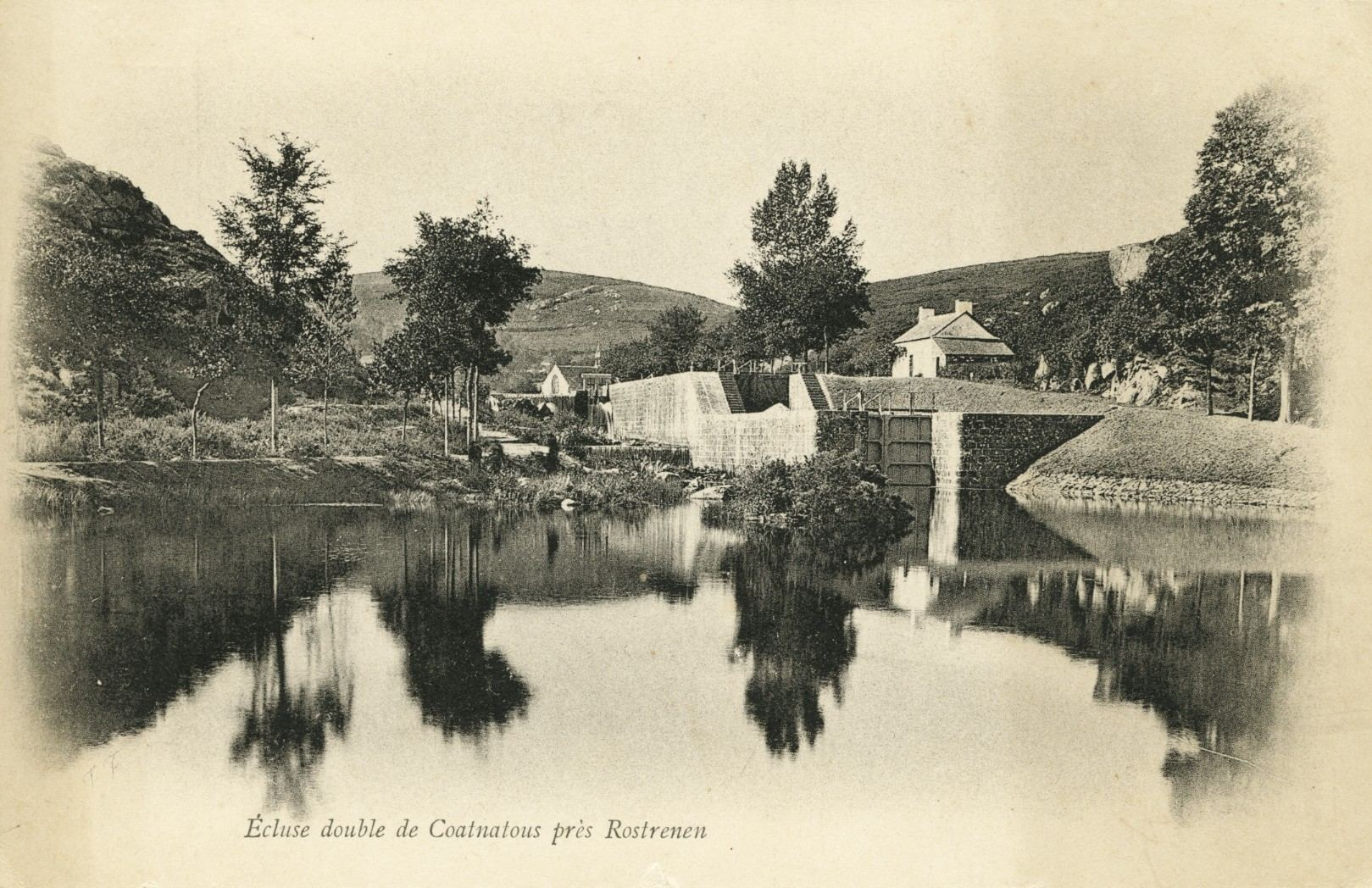
L'écluse double de Coatmatous [Coat Natous].

L'aménagement du Canal de Nantes à Brest provoque la construction en 1829, sur le Doré, de l'écluse et de la maison éclusière de Restouel, ainsi que la maison éclusière de Plélauff et celle de Guendol Kerbellec, par l'entrepreneur Gayffier, de Maubeuge ; celle de Pont Even fut aussi construite à cette époque, de même que celle de Coat Natous.
Vendu sous la Révolution, le petit séminaire fut racheté le 11 juillet 1820 par Mgr de la Romagère, alors évêque de Saint-Brieuc et Tréguier ; la chapelle fut inaugurée en 1855. Un nouveau séminaire est projeté en 1864 et construit entre 1867 et 1877. La chapelle est transformée en 1891-1892 selon les plans d'Ernest Le Guerranic.
La tour du clocher de l'église paroissiale Saint-Pierre menaçant de s'effondrer fut abattue en 1839. En 1844, pendant la monarchie de Juillet donc, la présence d'une bannière blanche ornée de fleurs de lys (symbole des légitimistes) lors d'une procession religieuse provoqua des incidents.
A. Marteville et P. Varin, continuateurs d'Ogée, décrivent ainsi Plouguernével en 1853 :

« Plouguernével : commune formée de l'ancienne paroisse de ce nom, moins sa trève Gouarec, devenue commune ; aujourd'hui succursale ; chef-lieu de perception. (...) Principaux villages : Kerscoadec, le Bot-Col, Kervalentou, Kermap-Jefray, la Croix, Kerdelaïde, château de Coathuat, Kerver, le Bigodou, Restrote, Berzoc'h, Quinquis-Futen, le Quinquis-Gestin, Bodillo-Bras, Saintenant, Kerbert, Kermarec, Kioscouarn, Kerjacob, Kerian-Pont-Even, Questel, Resnet, Stang-Bonet, Pimpoul-Daniel, Resmenguy, Bonen, Kerjegu, Locmaria, Kerauffret, Keringamp, Kerguse, Restiniven, Kerbot, Kervel en, Kerallain. Superficie totale 5 933 hectares, dont (...) terres labourables 3 208 ha, prés et pâturages 695 ha, bois 185 ha, vergers et jardins 148 ha, landes et incultes 1 428 ha (...). Moulins 8 : de Kerscoadec, de Kerlouet, de Kerroc'h, Névez, du Bois, de Kerjégu, à eau ; un moulin à papier. (...) Géologie : le granite domine à Plouguernével, à Bonen et à Locmaria ; les schistes modifiés se montrent au nord-est du bourg. On parle le breton. »

L'épidémie de choléra de novembre 1856 frappa à Plouguernével 464 personnes (sur 3 164 habitants), dont 80 moururent.

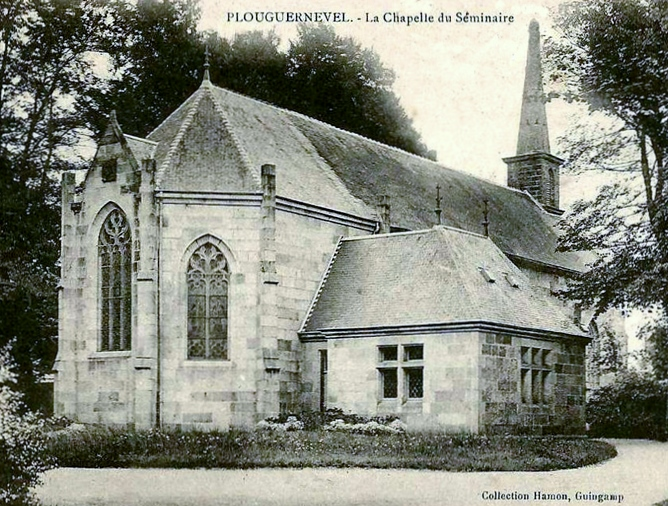
PLouguernével : la chapelle du petit séminaire (carte postale).

Joachim Gaultier du Mottay décrit en 1862 Plouguernével en indiquant : « Territoire accidenté, montueux, à mamelons fort élevés ; boisé dans ses parties productives, découvert [lande] dans celles qui ne le sont pas. Terres de médiocre qualité ». Il ajoute que Plouguernével possède une école de garçons ayant 86 élèves et que l'église paroissiale Notre-Dame « possède quatre fonts baptismaux, bizarrerie qui s'explique par cette circonstance que cette paroisse, très étendue, était anciennement administrée par quatre recteurs, qui célébraient la messe alternativement. Dans le cimetière on voit encore le tombeau armorié du recteur Picot de Coethual, qui, le 9 janvier 1669, fonda le petit séminaire encore existant, rétabli en 1815. Mais en 1897 le Ministre des Cultes Jean-Baptiste Darlan déclare que la création d'une école communale à Plouguernével a encore été ajournée, bien que la loi en fasse obligation, sous prétexte de l'existence de celle du petit séminaire, destinée principalement à former de futurs prêtres.
Jusqu'en 1863, pour compléter ses maigres ressources, le petit séminaire de Plouguernével possédait une ferme. Selon un ancien élève, les salles d'études n'étaient séparées de la crèche des animaux que par une simple cloison. Ce petit séminaire fut reconstruit après 1870.
Le Journal officiel de la République française du 29 novembre 1892 annonce la création de la commune de Bonen par séparation de celle de Plouguerével dont elle faisait jusque-là partie.
Une école libre [école privée] de filles ouvre à Plougurnével en 1895.
Le 20 février 1896 une croix est solennellement placée sur le menhir de Kerallain, le clergé précisant même que quarante jours d'indulgences sont assurés à ceux qui récitent un Pater et un Ave devant ce monument.

### LeXXesiècle

#### La Belle Époque
Paul Sébillot a raconté le cérémonial complexe pour la guérison de la fièvre tel qu'il était encore pratiqué au début du XXe siècle à la fontaine Saint-Avit, qu'il nomme "Saint-David" : le malade doit commencer par boire de l'eau de la fontaine, puis jeter six épingles en les disposant en forme de croix, laisser tomber dans l'eau deux œufs crus, transvaser l'eau de la fontaine successivement dans les deux compartiments d'une auge en granit située à proximité, etc.

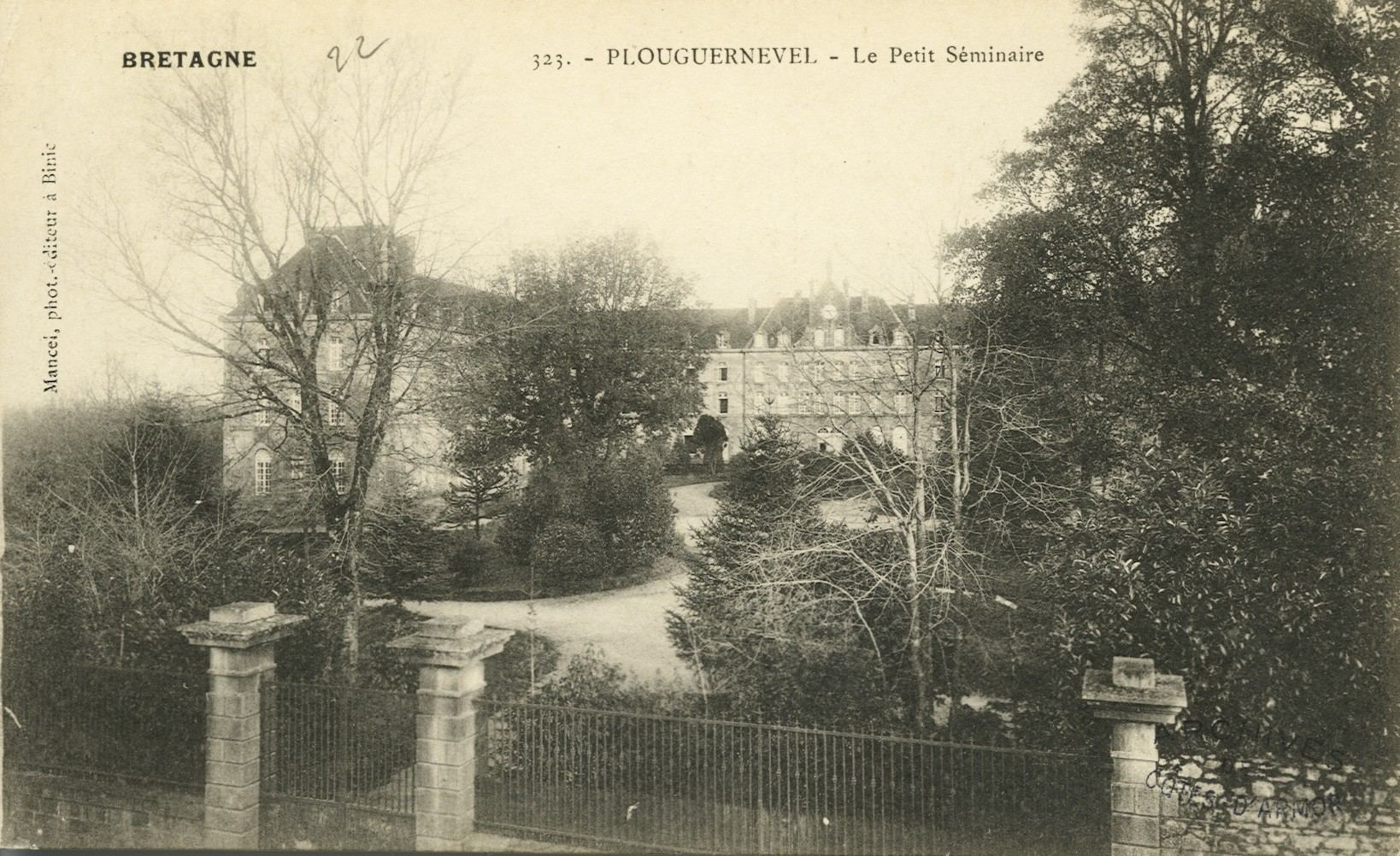
Le petit séminaire au début du XXe siècle.

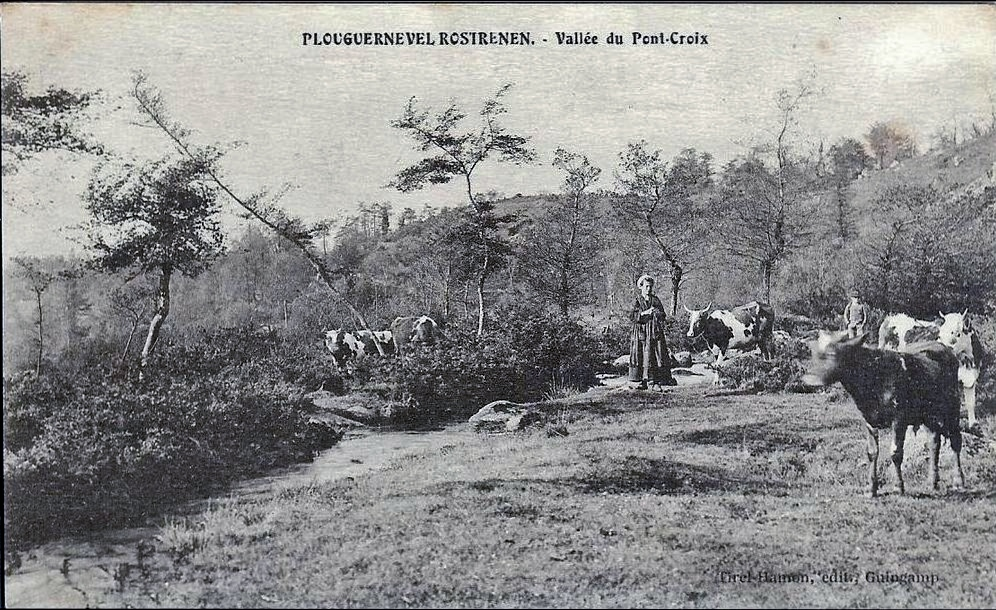
Plouguernével : gardienne de vaches dans la vallée de Pont Croix au début du XXe siècle.

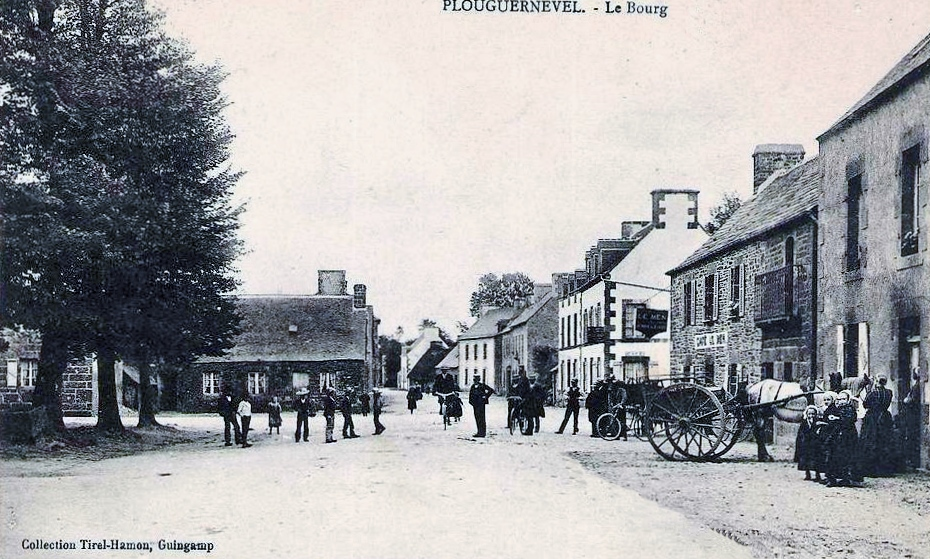
Le bourg de Plouguernével au début du XXe siècle (carte postale Tirel-Hamon).

Le jeudi 8 mars 1906 l'inventaire des biens d'église qui devait avoir lieu ce jour-là fut empêché par une imposante manifestation et le refus du recteur d'ouvrir l'église ; cet inventaire, y compris celui des biens du petit séminaire, s'effectua sans incidents mais « avec grand déploiement de gendarmes » le 20 novembre 1906.
En décembre 1906, en raison de la Loi de séparation des Églises et de l'État, le supérieur du séminaire et les professeurs sont expulsés (les autorités ont fait venir 150 soldats par train spécial depuis Guingamp et trois brigades de gendarmerie pour faire face aux manifestants) et le séminaire fermé. Les biens du séminaire, devenus biens d'état en vertu de la Loi de séparation des Églises et de l'État, sont attribués en 1907 à l’hospice de Rostrenen
En 1913 l'école communale de filles de Plouguernével accueillait 12 élèves et l'école privée 121 filles.

#### La Première Guerre mondiale

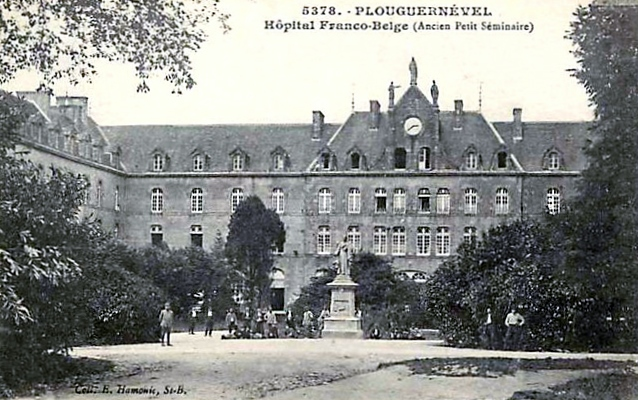
Plouguernével : l'hôpital franco-belge (ancien petit séminaire) pendant la Première Guerre mondiale (carte postale Émile Hamonic).

Le monument aux morts de Plouguernével porte les noms de 114 soldats morts pour la Patrie pendant la Première Guerre mondiale ; parmi eux 10 (François Dufrêne, Louis Guigot, François Hamon, Joseph Jacques, François Jeju, Jean Josse, Guillaume Le Corre, Louis Le Dily, Mathurin Levern et Yves Prigent) sont morts en Belgique ; Gustave Perron, marin, est mort en mer lors du naufrage du croiseur cuirassé Amiral Charner le 8 février 1916 ; 2 soldats membres de l'Armée d'Orient sont morts dans les Balkans (Joseph Prigent en 1917 en Albanie et André Le Cozler en 1918 dans l'actuelle Macédoine du Nord) ; la plupart des autres sont décédés sur le sol français, à l'exception de Jean Seder, mort de maladie dans un lazaret en Allemagne après l'armistice le 28 janvier 1919.
En mars 1915 une cinquantaine de prisonniers de guerre allemands blessés, soignés dans l'ancien petit séminaire transformé en hôpital militaire, furent rapatriés en Allemagne, échangés contre des prisonniers de guerre français en Allemagne, grands blessés de guerre.

#### L'Entre-deux-guerres

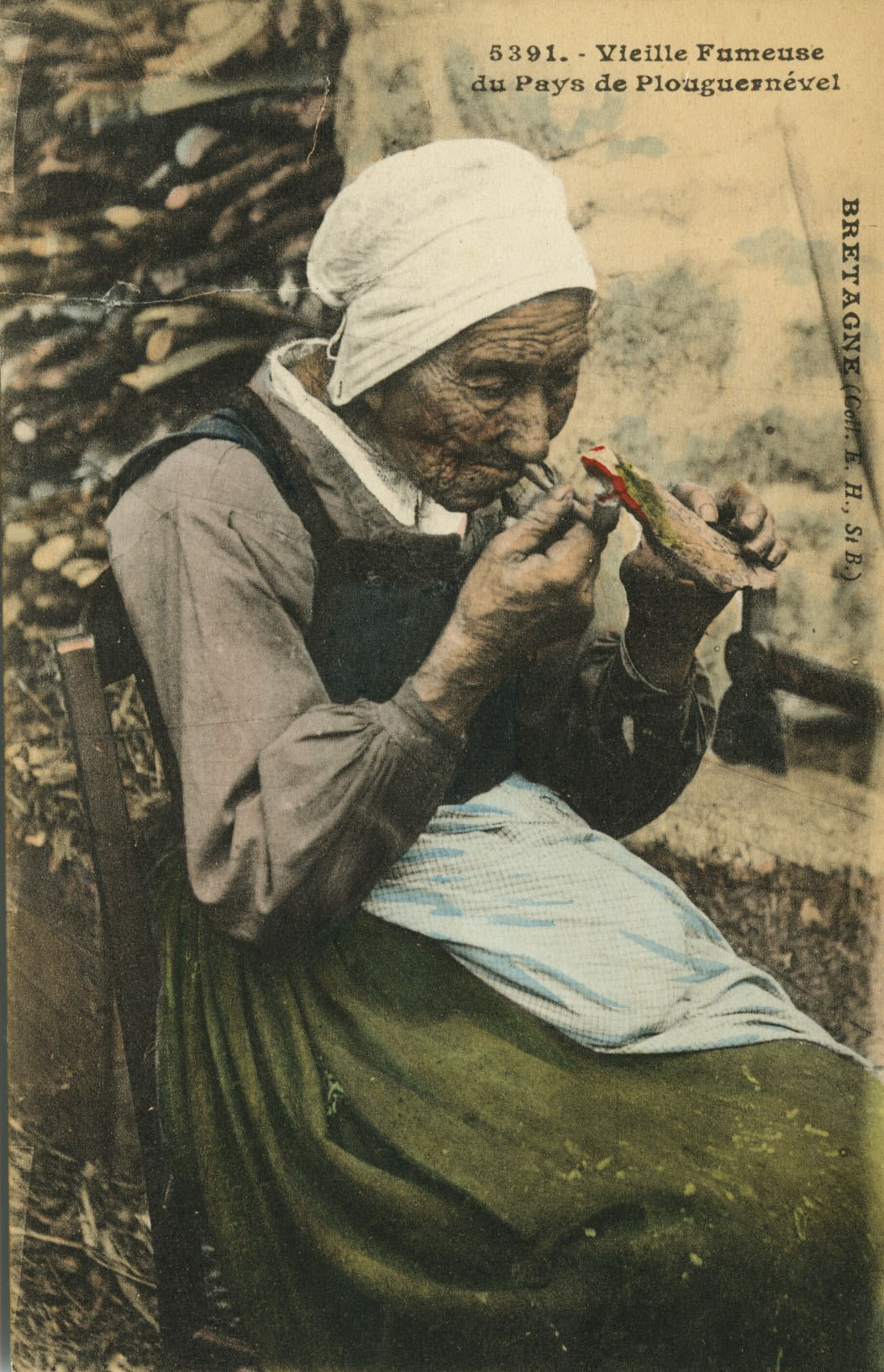
Vieille fumeuse de Plouguernével vers 1920 (carte postale Émile Hamonic).

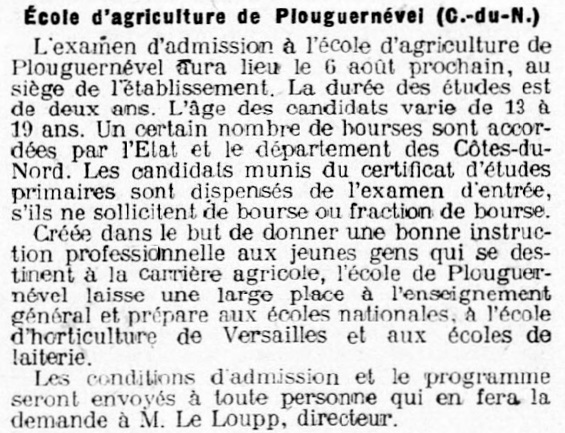
Présentation de l'École d'agriculture de Plouguernével en 1914 (revue L'Agriculture nouvelle).

En 1927 le département des Côtes-du-Nord achète les bâtiments, qui devinrent un temps une école d'agriculture (créée en 1913), avant d'être transformée en 1934 en hôpital psychiatrique, dont les occupants représentèrent pendant la majeure partie du XXe siècle presque la moitié de la population locale.
Une convention en date du 13 juillet 1934, signée en raison de la volonté du préfet de la Seine de trouver une solution aux capacités d'accueil insuffisantes des hôpitaux publics parisiens, autorise le placement de 1 200 malades mentaux (à une époque où la seule réponse à la maladie mentale était l'enfermement) originaires de la ville de Paris dans l'hôpital psychiatrique privé de Plouguernével.
C'est désormais le Centre hospitalier de Plouguernével.
La voyante Henriette Couëdon (1867-1941), qui eut sa période de célébrité à Paris à la fin du XIXe siècle (elle aurait entre autres prédit l'incendie du Bazar de la Charité en 1897, mais se fourvoya ensuite dans des prédications politiques liées à l'extrême-droite), après avoir été internée pour hallucinations à Maison Blanche en 1921, fut transférée à l'hôpital psychiatrique de Plouguernével.

#### La Seconde Guerre mondiale
Le monument aux morts de Plouguernével porte les noms de 20 personnes mortes pour la France pendant la Seconde Guerre mondiale ; parmi elles Pierre Le Gloan, François Le Berre (né le 4 janvier 1911 à Landouarbert en Plouguernével, résistant FTP, est arrêté par les Allemands et les miliciens du Bezen Perrot le 11 juillet 1944, détenu et martyrisé à Boubriac dans la maison Souriman, et fusillé par les Allemands à Garzonval en Plougonver le 16 juillet 1944) et Marcel Le Floch, né le 11 août 1921 au bourg de Plouguernével, qui rejoignit les rangs des FFI et le maquis de Saint-Nicolas-du-Pélem où il fut tué par les Allemands.

##### Le maquis de Berzoc'h
Le maquis de Berzoc'h, un lieu-dit de Plouguernével, formé en partie de maquisards FTP, dit "groupe René Rolland" s'étendait aussi sur les communes voisines de Sainte-Tréphine (notamment à Notheret) et Plounévez-Quintin (son état-major était caché au moulin de Quérou). Son chef, Albert Torquéau, fut arrêté par les Allemands le 11 juillet 1944 et exécuté à Garzonval en Plougonver, ainsi que plusieurs membres de ce maquis et François-Marie Le Berre; trois membres de ce maquis (Henri Rivoal, Marcel Le Floc'h [de Rostrenen] et Marcel Le Floc'h [un homonyme, de Plouguernével] furent tués à Saint-Nicolas-du-Pélem.

#### L'après Seconde Guerre mondiale
Deux soldats originaires de Plouguernével (Edmond Le Louarn et René Ménec) sont morts pour la France pendant la Guerre d'Algérie.
Le cimetière est resté dans le placître entourant l'église jusqu'en 1960, date à laquelle il a été transféré ; son ancien emplacement a été transformé en parking.

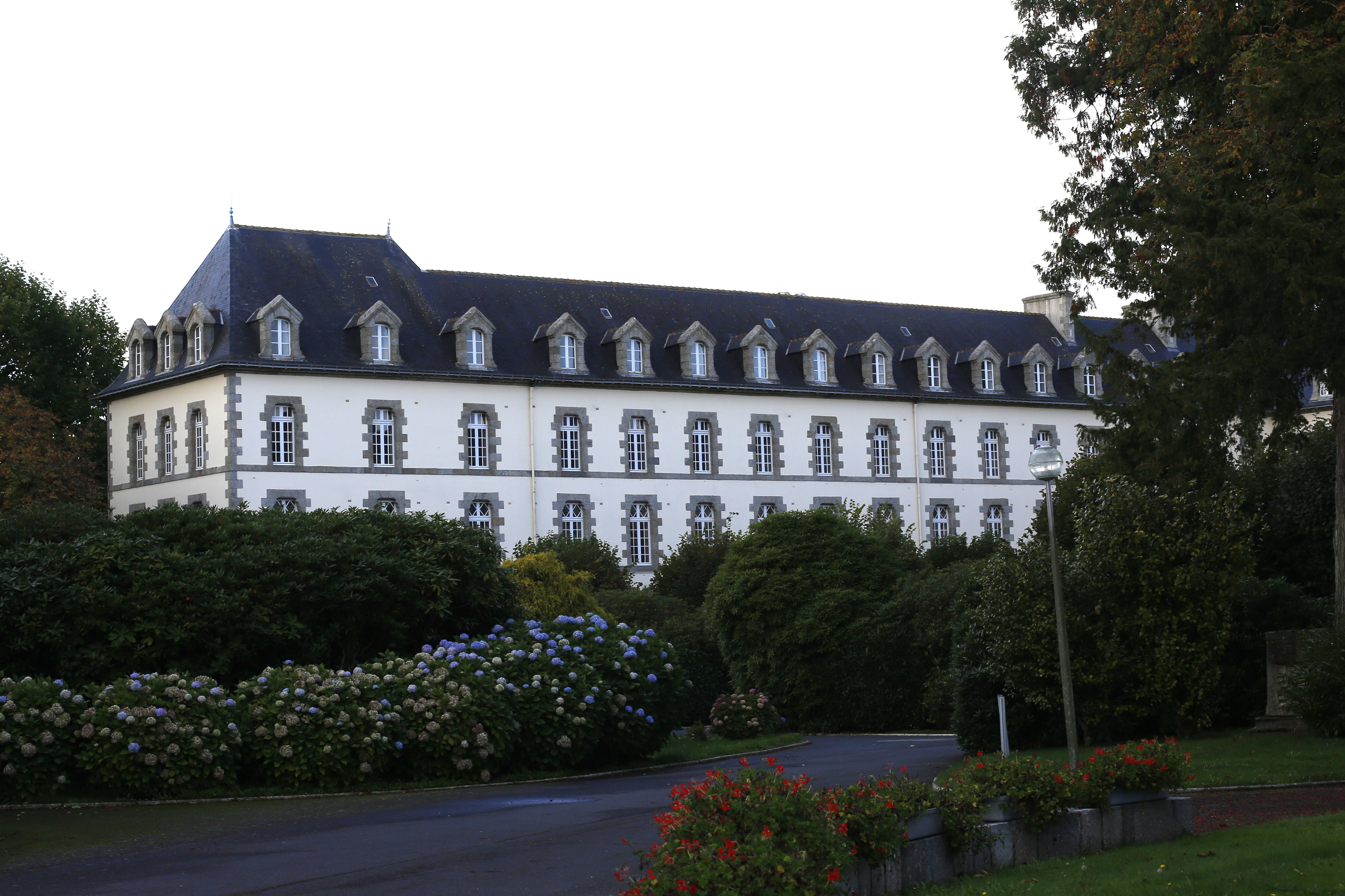
L'hôpital psychiatrique de Plouguernével.

En 1998 l'hôpital psychiatrique de Plouguernével, avec ses 1 050 emplois, est le premier employeur du centre-ouest de la Bretagne et l'un des derniers remparts face à la désertification. Mais alors que l'établissement a accueilli jusqu'à 1 800 patients d'origine parisienne dans la décennie 1960, ceux-ci n'ont plus fréquenté cet hôpital à partir de 1998 ; l'accueil d'une patientèle locale à partir de 1996 n'a pas suffi et, malgré des reconversions partielles en maisons d'accueil et centres de soins, l'établissement a du réduire ses capacités d'accueil, passant de 1 700 à 800 lits en 1998.

### LeXXIesiècle
Le Centre hospitalier de Plouguernével est désormais un établissement privé d'intérêt collectif en santé mentale (assurant une mission de service public) géré par l'Association hospitalière de Bretagne, qui dispose désormais de 567 lits répartis en différentes unités (Psychiatrie adulte, Psychiatrie infanto-juvénile, Addictologie, Unité pour malades difficiles, Médecine et soins de suite).

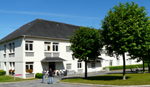
L'"Unité Matisse" du Centre Hospitalier de Plouguernével.
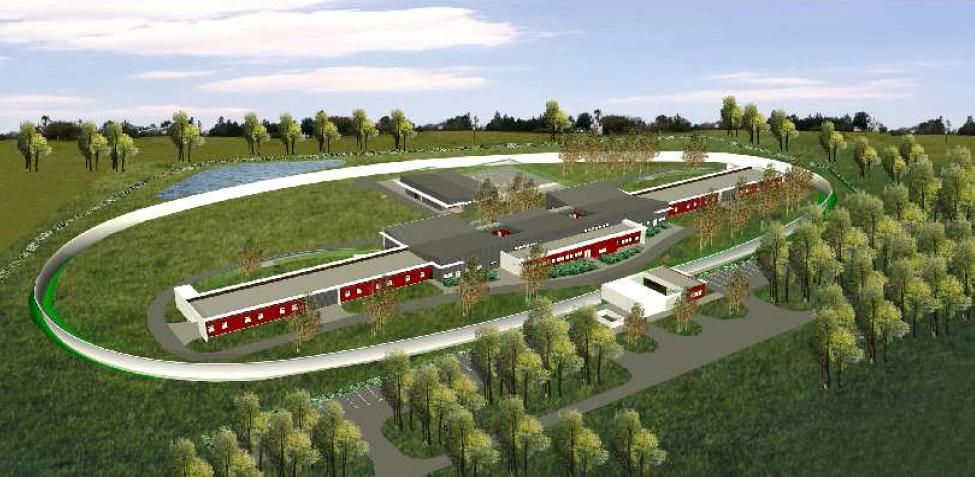
L'"Unité pour malades difficiles" du Centre Hospitalier de Plouguernével.

## Démographie
L'évolution du nombre d'habitants est connue à travers les recensements de la population effectués dans la commune depuis 1793. Pour les communes de moins de 10 000 habitants, une enquête de recensement portant sur toute la population est réalisée tous les cinq ans, les populations de référence des années intermédiaires étant quant à elles estimées par interpolation ou extrapolation. Pour la commune, le premier recensement exhaustif entrant dans le cadre du nouveau dispositif a été réalisé en 2005.

En 2022, la commune comptait 1 602 habitants, en évolution de −6,37 % par rapport à 2016 (Côtes-d'Armor : +1,78 %, France hors Mayotte : +2,11 %).
| 1793  | 1800  | 1806  | 1821  | 1831  | 1836  | 1841  | 1846  | 1851  |
| ----- | ----- | ----- | ----- | ----- | ----- | ----- | ----- | ----- |
| 3 800 | 2 473 | 2 438 | 2 484 | 3 043 | 3 442 | 3 454 | 3 752 | 3 450 |

| 1856  | 1861  | 1866  | 1872  | 1876  | 1881  | 1886  | 1891  | 1896  |
| ----- | ----- | ----- | ----- | ----- | ----- | ----- | ----- | ----- |
| 3 403 | 3 485 | 3 534 | 3 180 | 3 448 | 3 476 | 3 494 | 3 277 | 2 703 |

| 1901  | 1906  | 1911  | 1921  | 1926  | 1931  | 1936  | 1946  | 1954  |
| ----- | ----- | ----- | ----- | ----- | ----- | ----- | ----- | ----- |
| 2 564 | 2 732 | 2 557 | 2 575 | 2 094 | 1 970 | 2 340 | 2 624 | 2 710 |

| 1962  | 1968  | 1975  | 1982  | 1990  | 1999  | 2005  | 2006  | 2010  |
| ----- | ----- | ----- | ----- | ----- | ----- | ----- | ----- | ----- |
| 2 653 | 3 133 | 3 342 | 3 585 | 3 255 | 2 222 | 1 860 | 1 856 | 1 759 |

| 2015  | 2020  | 2022  | - | - | - | - | - | - |
| ----- | ----- | ----- | - | - | - | - | - | - |
| 1 721 | 1 610 | 1 602 | - | - | - | - | - | - |

## Lieux et monuments

### Patrimoine mégalithique
La commune comporte plusieurs menhirs encore en place. Le cromlech de Men Guen fut détruit après la Deuxième Guerre mondiale :
- Menhir de Kerallain : sur la route de Rostrenen. Une croix et une plaque commémorative ont été fixés vers 1950 sur le sommet du menhir par les étudiants de l'ancien séminaire de Plouguernével. Jusqu'à la fin des années 1950, une procession religieuse se terminait au menhir de Ker-Alain. La forme de phallus de cette pierre lui a fait attribuer des pouvoirs surnaturels liés à la fécondation. Des femmes viendraient s'y frotter pour faciliter leur fécondation. Des groupes d'initiés se donnent la main et entourent la base du menhir afin de s'imprégner de son pouvoir. Ce menhir fait partie d'un groupe de pierres levées disséminées dans la campagne. Certains menhirs ont été détruits, ils gênaient les cultures, d'autres ont été remplacés par des habitations. Jean Lody, un archéologue local les a tous photographiés et répertoriés. Il ne leur attribuait pas de rôle magique, ni funéraire. À son avis, ils servaient de panneaux indicateurs pour les exploitants de minerai.[réf. nécessaire]
- Menhir de Kerauffret
- Menhirs de Saint-Jean : paire de menhirs
- Cromlech de Men Guen, appelé aussi Le Bigodou : il comportait initialement 50 pierres en quartz blanc mais dès 1896, il n'en restait plus que la moitié, l'ensemble dessinant une ellipse de 19,50 m de long sur 13 m de large qui fut détruite pour empierrer les chemins et les cours des environs[90].

### Autres éléments du patrimoine
Plouguernével se traduit en breton par « la nouvelle paroisse ». La présence d'un ancien séminaire est-elle pour quelque chose dans ce nom. Le bourg de Plouguernével est aujourd'hui très calme. La principale cause est la déviation lors de sa mise en voie express de la RN 164 qui traversait antérieurement le centre de l'agglomération. Jusque dans les années 1970, Plouguernével était un bourg très animé. Deux forges accueillaient les chevaux de trait et de labour et réparaient les chars à banc, des charrettes auxquelles on avait adapté des planches sur lesquelles s'asseyaient les passagers. Trois épiceries, une dizaine de cafés, un cinéma, une salle des fêtes, des crêperies.
- L'église paroissiale Saint-Pierre (au centre du bourg), sous le double patronage de saint Pierre et de Notre-Dame du Rosaire, et son cimetière qui lui était accolé jusque dans les années 1960. Depuis la place a été transformée en parking. Les manèges de la fête du 15 août ont disparu, ainsi que les courses cyclistes qui animaient le bourg de Plouguernével. Parmi les objets sacrés qu'elle contient un encensoir[91], un ostensoir[92], un calice[93], trois ciboires[94] et un lutrin[95], etc.. Ses fonts baptismaux datent de 1830[96]. La chaire à prêcher date du XVIIIe siècle : adossée à un pilier, elle est décorée de sculptures en relief avec des rehauts dorés représentant notamment les quatre évangélistes.
- La chapelle de Kergrist-ar-Lan, dite aussi Chapelle Notre-Dame-du-Bon-Secours : elle date de la fin du XVIIe siècle ou du début du XVIIIe siècle et est en forme de croix latine avec un chevet et des ailes du transept de forme polygonale.
- L'hôpital (au centre du bourg) est l'ancien séminaire de Plouguernével, transformé par la suite en hôpital psychiatrique. Pendant de nombreuses années, cette grande maison constituait le principal bassin d'emploi de la région. Les changements récents de la taille des établissements médicaux ont fait éclater l'hôpital en plusieurs services qui se sont implantés dans des communes voisines, comme Rostrenen. Une unité pour malades difficiles d'une capacité de 40 lits a été ouverte, début 2008, près du stade à l'est du bourg.

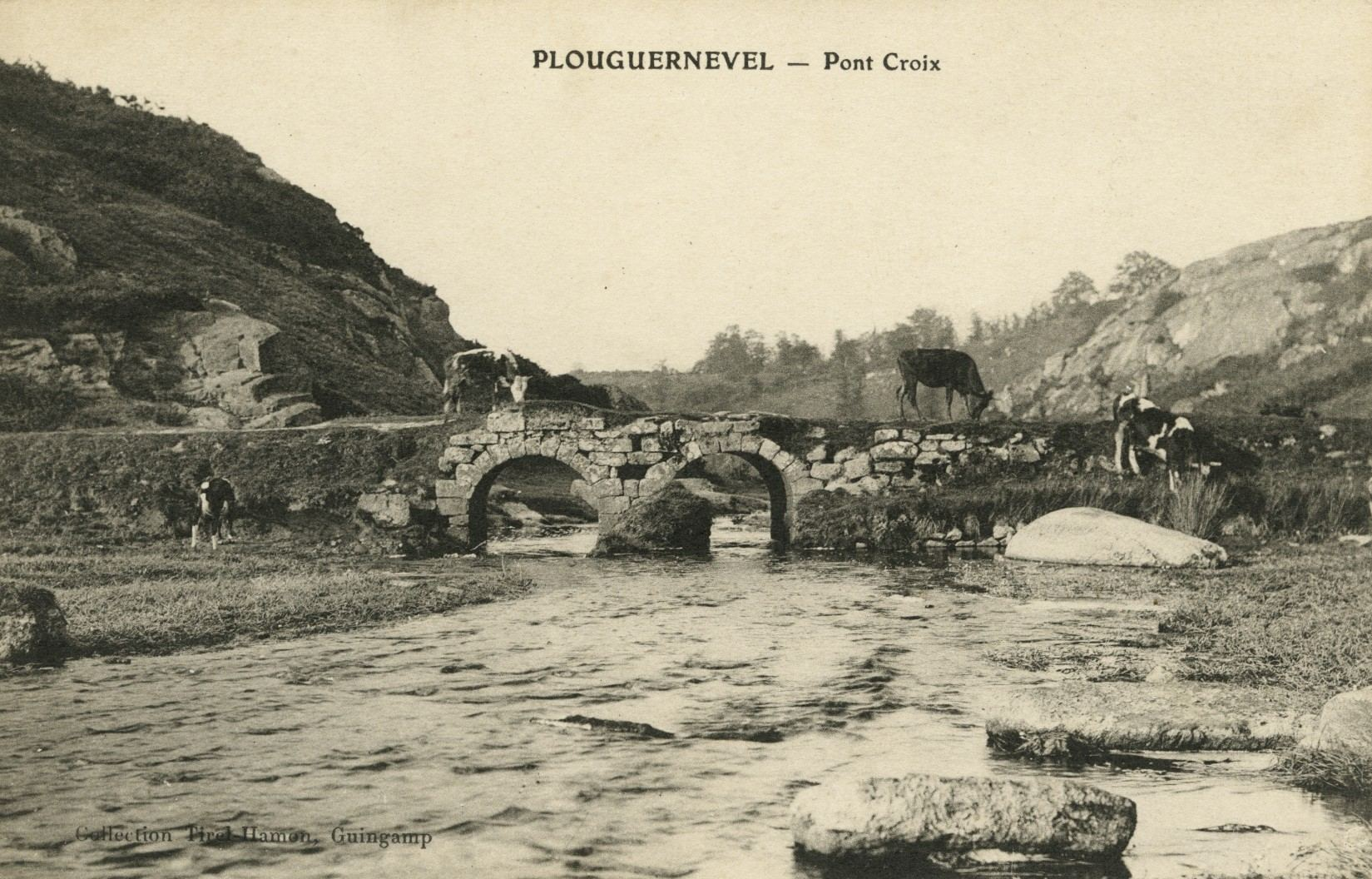
Le pont à deux arches de Pont Croix.

- Le Pont-Croix, sur la rivière du Doré, est un pont en granite sur arches. Des encoches visibles sur les arches témoignent de la présence d'anciennes vannes en bois à l'époque où le pont servait de barrage à un étang, dont on voit encore la forme entre le pont et la RN 164. Ces vannes régulaient le cours de la rivière le Doré qui alimentait les deux moulins à céréales placés plus loin sur la rivière. Ces deux moulins ont été transformés en résidence secondaire. Les roues à aubes ont disparu. Une photo ancienne parue dans le livre Souvenirs d'un séminariste de Plouguernével montre une chapelle près du Pont-Croix. Aucune trace de cette construction n'existe aujourd'hui. Pendant longtemps, les religieuses de l'école privée de Plouguernével se rendaient près du Pont-Croix pour un pèlerinage.
- Le Doré, rivière dont le nom provient de la présence de paillettes d'or dans son cours. Chaque été, des chercheurs d'or se donnent rendez-vous autour des rivières de la région. Ils tamisent le sable espérant trouver le métal jaune. Les amateurs de randonnée à pied et à vélo apprécient la promenade le long du Doré avec des cascades, d'anciens moulins à eau et des voûtes d'arbres centenaires. À quelques centaines de mètres, le "Pont gaulois" constitué de grandes pierres est unique dans la région.
- La chaire de Saint-Avit[97], en réalité une pierre ayant la forme grossière d'un fauteuil et devenue dans l'imaginaire local la chaise de saint Avit (selon la légende saint Avit qui cheminait sur l'ancienne voie romaine s'y serait arrêté et on distinguerait même, outre son siège, la trace de son bâton et le trou en forme d'écuelle dans lequel son chien se serait désaltéré, mais on ne sait pas avec certitude à quel saint Avit cette légende correspond, le plus probable étant saint Avit, troisième abbé de Micy-Saint-Mesmin, décédé en 530[98]. Elle se trouve sur la colline située à l'ouest du Doré, à quelques centaines de mètres du Pont-Croix[99].
- La fontaine de Saint-Avit ; ses eaux étaient réputées guérir la fièvre ; son dernier pan de mûr aurait été démoli en 1961 ; elle a été redécouverte en 2019[100].
- L'écluse de Restouel[101] et la maison éclusière de Restouel[102] et celles de Plélauff, de Guendol Kerbellec, de Coat Natous[103], Stang ar Dour et Pont Even.
- Le moulin à farine de Kerléau, désormais désaffecté[104] et ceux de Kerroch et de Cordy est et ouest.

## Personnalités liées à la commune
- Armand Robin, né à Plouguernével le 19 janvier 1912[105]. Ecrivain et poète, il apprit plusieurs langues, en écoutant les radios étrangères.
- François-Marie Luzel, qui a raconté une veillée au manoir de Coat-Tual en Plouguernével où vivait sa sœur (dans ses Veillées bretonnes, rééditées par Françoise Morvan aux presses universitaires de Rennes).
- Françoise Morvan, qui a publié les œuvres d'Armand Robin et de François-Marie Luzel, et qui a évoqué l'histoire des maquisards de Plouguernével dans son essai Miliciens contre maquisards.
- Pierre Le Gloan, 1913-1943, pilote de chasse et as français lors de la seconde guerre mondiale, est inhumé dans le cimetière de Plouguernével[106].
- Jean Le Dily, né en 1906 à Plouguernével décédé en cette même commune en 1981. Coureur cycliste de niveau régional, il remporta le prestigieux Grand Prix de Plouay (Bretagne Classic aujourd'hui) dans le Morbihan en 1935 après 144 km d'échappée. Licencié à l'US Guéméné dans le Morbihan, c'est dans ce département qu'il remporta ses succès les plus significatifs, comme le circuit de Kernascléden en 1933 et le circuit Pourlet cette même année. Son frère Yves fut également un bon coureur régional. Passé dans la catégorie des indépendants dans l'écurie Stella, il fut victime d'une chute sérieuse du côté d'Angers- Il ne se remit jamais de cet accident et dut se contenter d'accèsits dans les courses qu'il disputa ensuite. Après sa carrière cycliste, il reprit à plein temps son métier de charron au hameau de Lan Brugou en Plouguernével.